# フランコ・ルッキーニ
フランコ・ルッキーニ（Franco Lucchini, 1914年12月24日 - 1943年7月5日）は、イタリア空軍の軍人。第二次世界大戦時のイタリア空軍のエース・パイロットの1人である。

## 生涯
1914年12月24日にローマで鉄道員の子として生まれた。幼少時からパイロットに憧れ、1930年にグライダーの免許を取得した。
1935年にイタリア空軍に入隊し、少尉候補生課程に加えられた。1936年にパイロットの資格を得て少尉任官、第4航空団第91飛行隊に配属された。1937年のスペイン内戦への従軍を志願、「ルニジアーノ」という仮名を使い、「アッツ・ディ・バストーニ（クラブのエース）」第XXIII大隊に配属された。10月12日に初撃墜を記録し、さらに協同撃墜として2機を記録した。しかし、その後は2度も敵機と接触するアクシデントに見舞われ、パラシュートで脱出することを余儀なくされた。1回目は難を逃れたが、2回目（1938年7月22日）は敵軍に捕まり、捕虜となった。
解放後、リビアのトブルク港郊外に展開する第4航空団の第10航空群第90飛行隊に配属され、1940年6月14日に出撃した際にマッジニ大尉、スペイン内戦以来の親友であるグイドゥッチ中尉、チェオレッタ軍曹の4人でイギリス空軍のグラディエーターを1機撃墜している（ただし、イギリス空軍の記録では、この撃墜は記録されていない）。この1週間後の護衛任務中、トブルクに探索攻撃にやってきたイギリス第230飛行隊の飛行艇をバルディア港に不時着水させた。乗員は捕虜となった。これが第二次世界大戦での初撃墜であった。
1941年の初め、第4航空団にMC.200が配備され、マルタ島空襲に参加するためシチリア島へ移動した。この戦いでは激しい空戦があり、6月から9月にかけてハリケーンを4機撃墜している。その後、航法のミスから同僚機と共にウスティカという小島に不時着する事態となり、頭と片腕に大怪我を負ってしまった。
秋には回復し、第4航空団に新しく配備されたMC.202もすぐに手の内に入れた。12月1日には第84飛行隊の隊長に任命され、1942年の4月にシチリアへ戻り、マルタへ向かう爆撃隊の援護の任務に就いた。5月5日と15日にそれぞれ1機ずつスピットファイアを撃墜した。
5月末には第4航空団が北アフリカへ派遣され、1942年6月4日から9月3日にかけてキティホーク4機、スピットファイア2機、ハリケーン2機、ボストン1機を撃墜し、協同撃墜も10機以上記録した。しかし10月24日には撃墜されて重傷を負い、本国に送還された。
1943年の春には傷も癒えて復帰し、6月にはシチリア島に駐留する第10航空群の司令となった。7月5日に来襲したアメリカ陸軍の爆撃機航空群の援護をしていたスピットファイアを撃墜したが、その直後に爆撃機に撃墜され、2日後に墜落した残骸の中で遺体が発見された。
生涯撃墜数は26機で、そのほかに協同撃墜が50機近く記録されている。
僚機を度々務めたアムレート・モンテルミーチは、ルッキーニを「非常に目がよく、敵機をすばやく見つけて先制攻撃をすることができた。地上では生真面目で内気であったが、戦闘中はとても攻撃的になっていた」と語っている。